# Betzy Akersloot-Berg
Betzy Rezora Akersloot-Berg (Aurskog, 16 de desembre de 1850 - Oost-Vlieland, 18 de desembre de 1922) fou una pintora de paisatge nascuda a Noruega que va passar la major part de la seva vida en una petita illa de Frisia.

## Biografia
Va néixer en una família de terratinents, que més tard es van traslladar a Oslo on el seu pare es va convertir en un home de negocis. Originalment, va estudiar com a infermera i es va dedicar a aquest treball en combinació amb el de missionera entre els samis en Finnmark. Li va atreure la pintura i va decidir prendre lliçons en el "Statens håndverks- og kunstindustriskole", on va estudiar amb Wilhelm von Hanno i Frits Thaulow. Més tard, va treballar amb Otto Sinding i li va seguir quan es va traslladar a Múnic a Alemanya.
Durant un viatge a Viena, va veure alguns treballs realitzats pel pintor de marines holandès, Hendrik Willem Mesdag, que li va impressionar molt. El 1885, va tenir una trobada casual amb ell i la seva família, que li va portar a poder treballar amb ell en el seu taller de La Haia. Es va fer molt amiga de la seva dona, Sientje van Houten, de qui va fer un retrat. El 1890, va estudiar breument amb Pierre Puvis de Chavannes a París.
A través d'ells, va conèixer a Gooswinus Gerardus Akersloot (1843-1929), l'alcalde anterior de Hoevelaken, que havia perdut recentment a la seva esposa. Es van casar el 1893 i, tres anys més tard, es van establir en Oost-Vlieland on van comprar una casa antiga i la van nomenar "Tromp's Huys", ja que havia pertangut a l'almirall Cornelis Tromp. Malgrat el seu aïllament, viatjava cada estiu i va ser capaç de participar en exposicions en tota l'Europa occidental així com a Txecoslovàquia. Va romandre en aquesta illa fins a la seva mort el 1922. A més de pintar, va fundar una escola dominical i una societat de costura per a noies.

## Museu
"Tromp's Huys" es va convertir en un museu el 1956. La majoria dels aproximadament 300 treballs estan guardats allí i s'envien en préstec per a exposicions, incloent una gran retrospectiva realitzada en el Noordelijk Scheepvaartmuseum el 1992, una exposició especial en el seu lloc de naixement a Aurskog el 1996, i una altra exposició al Nordkappmuseet a Honningsvåg, prop del lloc on va treballar amb els sami, el 2004. Coppens, Thera. «Mesdag en Berg».   Museumtijdschrift, 01-04-2010. Arxivat de l'original el 2015-09-24. [Consulta: 13 abril 2016].Museumtijdschrift, ed. «Mesdag en Berg». Arxivat 2015-09-24 a Wayback Machine. 

## Galeria

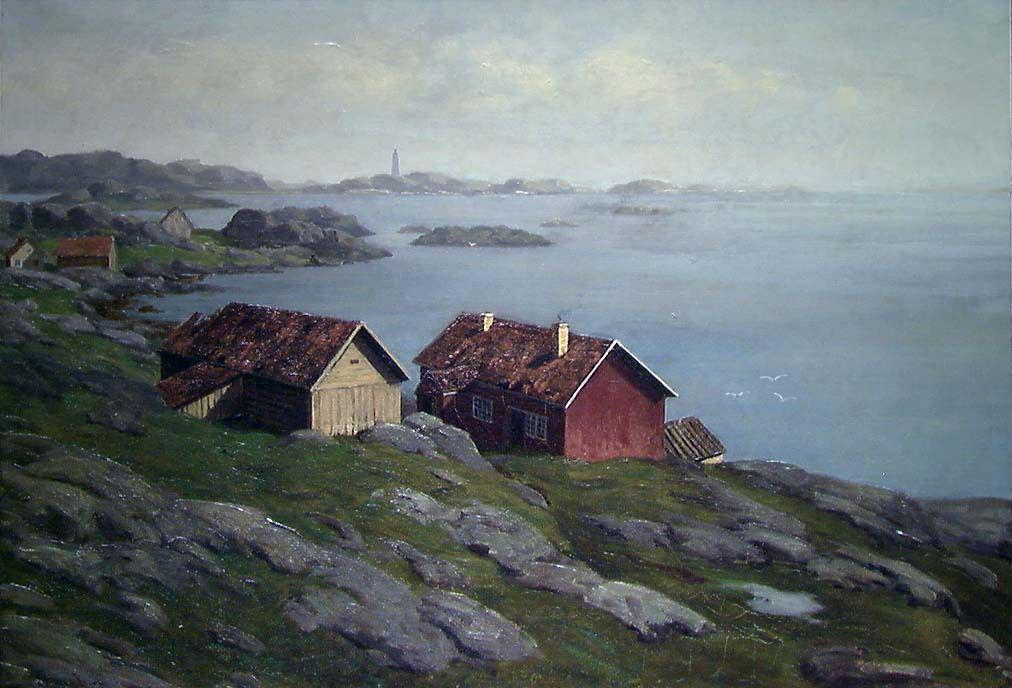
Coastal Landscape in Norway
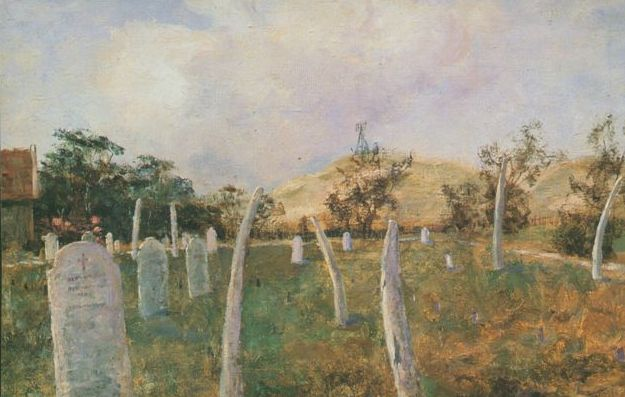
Cemetery with Whalebone Grave Markers
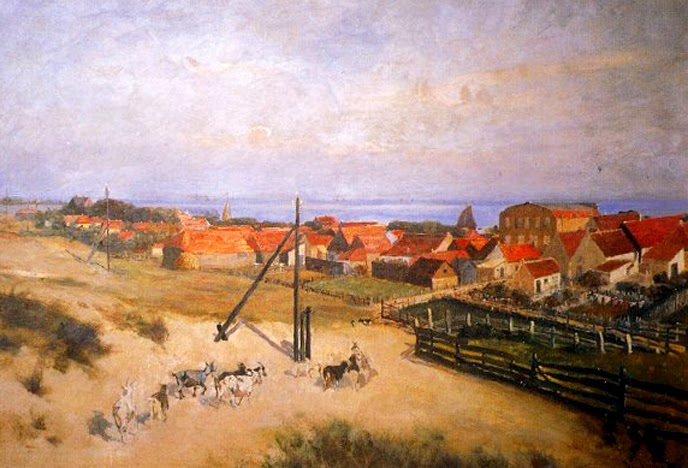
Oost-Vlieland
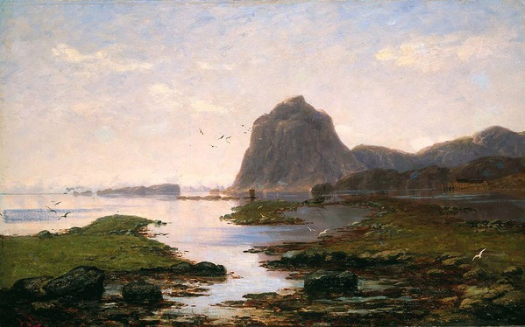
Lofoten